# Vriesea swartzii
Vriesea swartzii là một loài thực vật có hoa trong họ Bromeliaceae. Loài này được (Baker) Mez miêu tả khoa học đầu tiên năm 1935.